# 曹坊镇
曹坊镇是位于中国福建省三明市宁化县南部的一个镇。曹坊镇驻地为上曹村，因始祖姓曹得名。
2012年9月13日经福建省人民政府批准（批文号：闽政文〔2012〕334号），撤销“曹坊乡”设立“曹坊镇”。

## 行政区划
曹坊镇下辖以下村级行政区划单位：
曹坊社区、上曹村、下曹村、双石村、罗溪村、黄坊村、滑石村、三黄村、根竹村、黄金进村、官地村、坪上村、宝丰村、南坑村和曾家背村。

## 文物
位于上曹村赤石嵊的伊秉绶墓建于清嘉庆二十二年(1817年)，为福建省级文物保护单位批号为35040005。坐西北朝东南，外观呈“风”字形，砖石结构，占地120平方米。墓碑3方并列，中间为夫妇合葬碑刻，左、右为伊秉绶墓志铭，恽敬撰文，阮元书丹。墓前有石兽4对，望柱1对。 1991年，福建省人民政府公布为第三批省级文物保护单位。